# Eduard-Michael Grosu
Eduard-Michael Grosu, né le 4 septembre 1992 à Zărnești, est un coureur cycliste roumain. Outre de multiples titres de champion national dans son pays, son palmarès comprend de nombreuses sélections avec l'équipe nationale roumaine et plusieurs victoires sur des courses inscrites au calendrier de l'UCI. En 2015, en compagnie de Serghei Țvetcov, il devient le premier Roumain à terminer un grand tour.

## Biographie

### Débuts cyclistes et carrière chez les amateurs
Eduard-Michael Grosu commence à pratiquer le cyclisme à l'âge de onze ans grâce à son père Viorel. Doué pour ce sport, il multiplie les victoires et devient plusieurs fois champion de Roumanie sur piste, sur route et en cyclo-cross dans les catégories réservées aux débutants.  En catégorie junior, il est champion de Roumanie du contre-la-montre en 2010 et participe aux championnats d'Europe de cyclisme sur route avec l'équipe nationale roumaine.
Passé en catégorie espoirs (moins de 23 ans), il est troisième du championnat de Roumanie sur route de la catégorie en 2011, remporte le titre national en cyclo-cross et empoche plus de dix victoires au cours de la saison.
En 2012, Grosu gagne la cinquième étape du Turul Dobrogei ainsi que quelques autres courses dans son pays. Il se fait également connaitre à l'étranger, et notamment en Italie, où il obtient quelques places d'honneur dans des épreuves comme le Gran Premio Sannazzaro qu'il termine en cinquième position. Il est également troisième du Tour de Trakya en Turquie, une course inscrite au calendrier de l'UCI Europe Tour.
En 2013, il devient champion de Roumanie du contre-la-montre et gagne une étape du Tour de Roumanie. En septembre, il représente son pays aux championnats du monde sur route à Florence en Italie. Il est 63e du contre-la-montre des moins de 23 ans et ne termine pas la course en ligne de cette catégorie. Comme l'année précédente, il glane quelques jolies place d'honneur dans des courses disputées dans la péninsule italienne. Il se classe ainsi deuxième de la Targa Libero Ferrario, troisième du Trophée Giacomo Larghi et de la  Medaglia d'Oro Città di Monza. Ses bons résultats intéressent les recruteurs des équipes transalpines et permettent au coureur roumain de devenir professionnel l'année suivante.

### Carrière professionnelle

#### Vini Fantini Nippo

##### Saison 2014
Il est recruté en 2014 par l'équipe continentale italo-japonaise Vini Fantini Nippo. Il commence sa carrière professionnelle sur le Grand Prix de la côte étrusque (93e) avant de prendre la 7e place du GP Izola. Il passe proche de remporter son premier succès professionnel en France, seulement devancé par Coen Vermeltfoort sur la dernière étape du Circuit des Ardennes International.
En mai, il gagne deux étapes de la Carpathian Couriers Race, course réservée aux espoirs, dont il prend la deuxième place du classement général, enlevé par Gregor Mühlberger. Ce même mois, il remporte une étape et le classement général du Tour d'Estonie. En juin, il s'incline devant Elia Viviani sur la dernière étape du Tour de Slovénie et termine troisième du championnat de Roumanie sur route. Au sortir de celui-ci, il décroche un nouveau succès en Chine, sur le Tour du lac Qinghai.

##### Saison 2015
Son équipe Nippo-Vini Fantini obtient le statut de continentale professionnelle pour la saison 2015. Grosu commence celle-ci sur les routes argentines du Tour de San Luis duquel il ramène une 5e place d'étape. Il découvre par la suite différentes semi-classiques dont le Circuit Het Nieuwsblad, Kuurne-Bruxelles-Kuurne ou les Strade Bianche. En prenant part et en terminant le Tour d'Italie 2015, Grosu et Serghei Țvetcov deviennent les premiers roumains à participer et à terminer un Grand tour. À titre personnel, il y décroche notamment une 5e place d'étape. En fin de saison, il décroche des accessits sur des courses d'un jour, 8e de la Brussels Cycling Classic, 6e du GP de Fourmies, 9e de la Coppa Bernocchi ou encore 4e du Giro del Piemonte. Il conclut sa saison sur le Tour du Hainan avec sept tops 10 à la clé.

##### Saison 2016
Il lance pour une seconde année consécutive sa saison sur le Tour du San Luis où il y améliore son meilleur résultat avec une 4e place d'étape, devancé par Gaviria, Sagan et Viviani. Il se distingue en Belgique, 9e de Nokere Koerse et 11e de la Handzame Classic avant de prendre part à son second Tour d'Italie où il décroche un top 10 lors de l'ultime étape (8e). Au deuxième semestre, il termine 13e du Gran Premio Bruno Beghelli. Il clot sa saison sur le Tour du Lac Taihu avec une victoire d'étape à la clé.

##### Saison 2017
Après avoir fait sa rentrée avec une 9e place sur le Grand Prix de la côte étrusque, Grosu découvre de nouveaux horizons, il prend part au Tour d'Oman où Alexander Kristoff le prive de la victoire sur la dernière étape. Il enchaîne par un calendrier de niveau World Tour avec le Tour d'Abou Dabi, les Strade Bianche, Tirreno-Adriatico puis Milan-San Remo. Son terrain de prédilection reste néanmoins l'UCI Europe Tour, privé d'une victoire d'étape sur le Tour de Croatie par Sacha Modolo, il en remporte une sur le Sibiu Cycling Tour. Une nouvelle fois, il est très actif en Chine, sur le Tour du lac Qinghai puis le Tour de Chine où il glane de nombreuses places d'honneur.

##### Saison 2018
Pour sa quatrième année au sein de la structure italienne, il se montre véloce sur le territoire français, 2e d'étape sur le Tour La Provence derrière Christophe Laporte puis auteur de deux tops 10 sur les Quatre Jours de Dunkerque. Performance qu'il réalise également sur Tirreno-Adriatico. Cette saison le voit également découvrir de nouvelles épreuves dont l'Amstel Gold Race, le Grand Prix de Francfort et le Tour de Suisse. Au cours de la saison, il gagne une étape du Tour de Croatie et trois du Tour du lac Qinghai.
En Roumanie, il remporte trois titres nationaux : cyclo-cross, course en ligne et contre-la-montre.

#### Delko Marseille Provence

##### Saison 2019
Ayant rejoint la structure continentale professionnelle Delko Marseille Provence pour la saison 2019, il étrenne pour la première fois sa nouvelle tunique sur l'Étoile de Bessèges. Son arrivée au sein de l'équipe française lui permet de découvrir Paris-Nice, où il termine notamment 11e de la troisième étape. Il connait son premier résultat mi-avril, 5e de la Route Adélie de Vitré. Place qu'il connait de nouveau sur la première étape du Circuit de la Sarthe. Il enchaîne par le Tour de Turquie, 4e de la première étape, devancé par de prestigieux sprinteurs, Sam Bennett, Fabio Jakobsen et Caleb Ewan. Fin avril, sur le Tour de Castille-et-León, il termine 2e de la deuxième étape avant d'être disqualifié et expulsé de la course pour s'être écharpé avec David de la Fuente. Il passe proche de la victoire sur le Tour de Norvège, seulement devancé par Cees Bol sur la première étape. Réussite qui le fuit toujours dix jours plus tard, 3e puis 2e d'étape sur le Tour de Luxembourg. Il finit par lever les bras sur le Tour du Limbourg,, disputé au lendemain de l'épreuve luxembourgeoise. Il retrouve le chemin de la victoire un mois plus tard, à l'occasion du Tour du lac Qinghai où il remporte deux étapes, termine à neuf reprises dans le top 10 et s'adjuge le classement par points de cette course. De retour sur les routes européennes, il termine 3e de la première étape du Tour de Burgos mi-août puis gagne la deuxième du Tour de Slovaquie devant Yves Lampaert et Arnaud Démare.

##### Saison 2020
En mars, sa pointe de vitesse lui permet de terminer deuxième et quatrième au sprint sur des étapes du Tour de Taïwan. Il ne dispute que cette course au premier semestre, la saison étant suspendue à cause de la pandémie de Covid-19.
En août, il se classe douzième de la Bretagne Classic. Il est sélectionné pour représenter son pays lors de la course en ligne des championnats d'Europe mais ne prend pas le départ de l'épreuve en raison d'un potentiel cas de Covid-19 détecté au sein de l'équipe Nippo Delko One Provence,,. En septembre, il obtient ses premières victoires de la saison au Tour de Roumanie où il remporte deux étapes et le classement général de la course. Le même mois, il porte le maillot de leader du Tour du Luxembourg pendant une journée, termine treizième du Grand Prix d'Isbergues puis cinquième de la semi-classique Paris-Camembert. Sélectionné pour participer à la course en ligne des championnats du monde, il est membre de l'échappée du jour.

##### Saison 2021
Au premier semestre, il se classe cinquième de la Bredene Koksijde Classic et participe à différentes courses par étapes comme le Tour de Turquie ou le Tour de l'Algarve. En juillet, il s'adjuge la deuxième place d'une étape du Sibiu Cycling Tour puis participe à la course en ligne des jeux olympiques de Tokyo, où il est membre de l'échappée du jour.
Au mois d'août, la presse sportive annonce que le coureur roumain va quitter son équipe en fin de saison pour rejoindre la formation italienne Androni Giocattoli-Sidermec.

## Palmarès et classements mondiaux sur route

### Palmarès
| - 2008 - 2e du championnat de Roumanie du contre-la-montre juniors - 3e du championnat des Balkans du contre-la-montre cadets - 3e du championnat des Balkans sur route cadets - 2009 - 2e du championnat de Roumanie du contre-la-montre juniors - 2010 - Champion de Roumanie du contre-la-montre juniors - 2011 - Cupa Niro - Memorialul Hasan Sert - 3e du championnat de Roumanie sur route espoirs - 2012 - Cupa Niro - Memorialul Hasan Sert - 5e étape du Turul Dobrogei - 3e du Tour de Trakya - 2013 - Champion de Roumanie du contre-la-montre espoirs - Cupa Niro - 3e étape du Tour de Roumanie - Gran Premio Sannazzaro - 2e de la Targa Libero Ferrario - 3e du Trophée Giacomo Larghi - 3e de la Medaglia d'Oro Città di Monza - 2014 - Champion de Roumanie sur route espoirs - 5e et 6e étapes de la Carpathian Couriers Race - Ploiesti Night GP - Tour d'Estonie : - Classement général - 1re étape - Prologue du Grand Prix cycliste de Gemenc - 3e étape du Turul Dobrogei - 12e étape du Tour du lac Qinghai - Vâlcea GP - 2e de la Carpathian Couriers Race - 2e de la Ronde van Midden-Nederland - 3e du championnat de Roumanie sur route | - 2016 - 5e étape du Tour du lac Taihu - 2e du championnat de Roumanie du contre-la-montre - 2017 - Champion de Roumanie du contre-la-montre - 4e étape du Sibiu Cycling Tour - 2018 - Champion de Roumanie sur route - Champion de Roumanie du contre-la-montre - 2e étape du Tour de Croatie - 3e, 7e et 8e étapes du Tour du lac Qinghai - 2019 - Tour du Limbourg - 3e et 6e étapes du Tour du lac Qinghai - 2e étape du Tour de Slovaquie - 2e étape du Tour de Croatie - 3e du championnat de Roumanie du contre-la-montre - 2020 - Tour de Roumanie : - Classement général - 4e et 5e étapes - 3e du championnat de Roumanie du contre-la-montre - 3e du championnat de Roumanie sur route - 2021 - 2e du championnat de Roumanie sur route - 2022 - 3e étape du Tour de Roumanie - 2023 - Champion de Roumanie du contre-la-montre - Turul Celco-Marea Neagra - 2e étape du Turul Colinelor - Cupa Nationala Romania - 2e de Belgrade-Banja Luka - 2e du Visegrad 4 Bicycle Race-GP Poland - 2e du Puchar Ministra Obrony Narodowej - 2025 - Champion de Roumanie du critérium |  |

### Résultats sur les grands tours

#### Tour d'Italie
2 participations
- 2015 : 150e
- 2016 : 153e

### Classements mondiaux
| Année                                 | 2012 | 2013 | 2014 | 2015 | 2016 | 2017 | 2018 | 2019 | 2020 | 2021 | 2022 | 2023 |
| ------------------------------------- | ---- | ---- | ---- | ---- | ---- | ---- | ---- | ---- | ---- | ---- | ---- | ---- |
| Classement mondial                    |      |      |      |      | 540e | 403e | 245e | 234e | 143e | 439e | 795e | 593e |
| UCI Europe Tour                       | 377e | 736e | 20e  | 147e | 315e | 363e | 159e | 194e | 117e | 363e | 598e | 439e |
| UCI Asia Tour                         | nc   | nc   | 110e | 109e | nc   | 126e | 110e |      |      |      |      |      |
| UCI America Tour                      | nc   | nc   | nc   | 399e | nc   | nc   | nc   |      |      |      |      |      |
|                                       |      |      |      |      |      |      |      |      |      |      |      |      |
| Légende : nc = non classéSource : UCI |      |      |      |      |      |      |      |      |      |      |      |      |

## Palmarès en cyclo-cross
- 2005
  -  Champion de Roumanie de cyclo-cross cadet
- 2006
  -  Champion de Roumanie de cyclo-cross cadet
- 2007
  -  Champion de Roumanie de cyclo-cross cadet
  -  Champion de Roumanie de cyclo-cross junior
- 2008
  -  Champion de Roumanie de cyclo-cross cadet
  -  Champion de Roumanie de cyclo-cross junior
- 2009
  -  Champion de Roumanie de cyclo-cross junior
- 2010-2011
  -  Champion de Roumanie de cyclo-cross
- 2016-2017
  -  Champion de Roumanie de cyclo-cross
- 2017-2018
  -  Champion de Roumanie de cyclo-cross
- 2018-2019
  -  Champion de Roumanie de cyclo-cross

## Palmarès sur Piste
- Championnat de Roumanie 2020
  -  Champion de Roumanie de l'élimination
  -  Champion de Roumanie du contre-la-montre
  - 2ème du sprint et du keirin
  - 3ème du scratch, de la course à point et de l'omnium
- Championnat de Roumanie 2011
  -  Champion de Roumanie du sprint